# Francisco Naia
Francisco Naia é um cantor português.

## Percurso
Francisco Manuel Naia Tonicher nasceu na Estação de Ourique – Gare, concelho de Castro Verde.
Tinha três anos quando a família fixou residência em Aljustrel, terra mineira. Verificou-se depois a mudança de residência para o Barreiro.
O seu pai, ferroviário, maestro e compositor, depressa influenciou os filhos para o campo da música.
Em 1969 grava o seu primeiro disco, "Barco Novo", para a editora RCA/Telectra com quatro temas da sua autoria: "Barco Novo", "Rio de Sangue, Céu de Morte", "Cantiga da Solidão" e ""Trovador de Pardais. O acompanhamento musical é dos músicos Fernando Alvim e Pedro Caldeira Cabral.
Em 1970 lança os discos "Canção da solidão" (single), "Amigo João" (EP), "Lá em casa somos três" (single) e "Canto Suão" (EP).
O single "Ó Moças Façam Arquinhos" é um tema de grande sucesso. Em 1972 lança o EP "Porque Teimas Em Voar" e o single "Resolvi Subir A Montanha".
Ainda em 1972 assina contrato com a Imavox, editora ligada ao Rádio Clube Português. Nesta editora grava o LP "Cantos Livres E Contos Velhos" e os singles "Amigo, Meu Amigo" e "Barquinha Vai, Barquinha Vem".
Compôs música, sobre poemas de Joaquim Pessoa, para a peça "Felizmente Há Luar" de Luis Sttau Monteiro, representada pelo TEB (Teatro de Ensaio do Barreiro).
Em 1979 grava para a editora Sassetti o LP "Cá Prá Gente" com orquestrações de Pedro Osório e de Jorge Palma.
Com a canção "De Lisboa em Lisboa", letra de Hélia Correia e música de Afonso Dias, participa no primeiro Festival da Nova Canção de Lisboa.
Em 1984 participa na banda sonora do filme "A Noite e a Madrugada", inspirado no romance de Fernando Namora.
Colabora numa curta-metragem de Augusto Cabrita sobre o rio Tejo. Também Interpretou uma curta-metragem para televisão, inspirada no tema "O Chefe".
Participou como actor e cantor em peças da RTP como "O Relógio Mágico" e "Era uma vez um Dragão", de Couto Viana, com encenação do actor Mário Pereira.
Na década de 1990 participou como actor-cantor na peça "Jeremias" de Luís Vicente. Participou em diversos espectáculos na EXPO 98 – Barco Palco/Jardim Garcia de Orta com Cantes d’além Tejo.
Realiza projectos como "Cantos da Memória", um recital de Canto e Guitarra feito em parceria com João Pimentel, "Em Cantos de Abril" ou "Primavera a Sul", Francisco Naia. Antologia de canções ligadas ao Rio Tejo e ao Alentejo".
Apresenta ainda os espectáculos "Canções que Fizeram Abril", o "Colóquio–Recital sobre o Canto de intervenção 60/74" – "Cantores de Abril" e  "Cantai, Cantai". Participa em espectáculos de carácter colectivo com nomes como Manuel Freire, Francisco Fanhais, José Fanha, Julian del Valle e outros.
Em Março de 2004 participou no duplo CD "Manhã Clara", editado pela Universal, sob organização e direcção de produção de Manuel Faria.
Em Fevereiro de 2005 edita o disco "Cantes d’além Tejo". O álbum "De Sol a Sul" foi lançado em 2009 e no ano de 2010 foi editado o CD "EnCantes" gravado com o Grupo Coral dos Mineiros do Lousal. Em 2012 é lançado o álbum "Francisco Naia e a Ronda Campaniça". Em conjunto com Ricardo Fonseca grava o disco "Nos Cantos da Memória - musica popular portuguesa do Sec. XII ao Sec. XIX".

## Curiosidades
É primo da cantora Tonicha. Foi aluno de história de José Afonso no Externato D. Filipa de Vilhena, em Aljustrel. 
Foi sócio fundador da Associação José Afonso; da Associação Alma Alentejana, em Almada e do CEDA - Centro de Estudos documentais do Alentejo, Alcácer do Sal.
É licenciado em Filologia Germânica e Professor do ensino secundário, em Almada.
Tem referências nas seguintes obras:
- "Música Popular Portuguesa – um ponto de partida", de Mário Correia (Centelha/Mundo da Canção, 1984;
- "Canto de Intervenção 1960/1974", de Eduardo M. Raposo, (Biblioteca Museu da República e da Resistência, 1999);
- "Cantores de Abril" – entrevistas a cantores e outros protagonistas do Canto de Intervenção, de Eduardo M. Raposo, (Colibri, 2000/ 2012 Reedição)
- "Música Popular Portuguesa no Século XX", (Círculo dos Leitores,).
- Antologia poética Alentejana, (Colibri 2011)
- "Canta, Amigo, Canta - Nova Canção Portuguesa (1960-1974), de João Carlos Callixto (Âncora Editora, 2014)

## Discografia
- Barco Novo (EP, RCA/Telectra, 1969)
- Canção Da Solidão (single, RCA, 1970)
- Amigo João (EP, RCA, 1970) - Amigo João/Não faz sentido/Negra Paz/Caçador furtivo
- Lá Em Casa Somos Três (single, RCA, 1970)
- Canto Suão (EP, RCA, 1970)
- Ó Moças Façam Arquinhos (single, RCA, 1971/72)
- Porque Teimas Em voar (EP, RCA, 1972)
- Resolvi Subir A Montanha (single, 1972)
- Cantos Livres E Contos Velhos, (LP, Imavox, 1973)
- Amigo, Meu Amigo (Single, Imavox, l973)
- Barquinha Vai, Barquinha Vem (Single, Imavox, 1974)
- Cá Prá Gente (LP, Sassetti, 1979)
- Nova Canção de Lisboa (Single, Diapasão/Sassetti, 1979)

- Musidanças 06 - musica do mundo Lusófano (cd, Zoomúsica/ Firmino Pascoal 2006)
- Cantes d’ além Tejo (CD, Edição de Autor, 2008)
- De Sol A Sul (CD, Edição de Autor, 2009)
- Francisco Naia EnCantes com Grupo Coral dos Mineiros do Lousal (CD, Fundação Frederic Velge, 2010)
- Francisco Naia e a Ronda Campaniça (CD, Ovação, 2012)
- Nos Cantos da Memória - musica popular portuguesa do Sec. XII ao Sec. XIX (CD, Ovação, 2015) - Francisco Naia & Ricardo Fonseca